# Hasarius mahensis
Hasarius mahensis es una especie de arañas araneomorfas de la familia Salticidae.

## Distribución geográfica
Es endémica de la isla de Mahé (Seychelles).

## Estado de conservación
Se encuentra amenazada por la pérdida de su hábitat natural.